# Heteropterna macleayi
Heteropterna macleayi är en tvåvingeart som beskrevs av Frederick Askew Skuse 1888. Heteropterna macleayi ingår i släktet Heteropterna och familjen platthornsmyggor. Inga underarter finns listade i Catalogue of Life.